# هارولد إي. تايلور
هارولد إي. تايلور (بالإنجليزية: Harold E. Taylor) هو لاعب كرة قدم أمريكي، ولد في 1939، وتوفي في 27 ديسمبر 2001.